# هاله غفوری
هاله غفوری خواننده و آهنگساز ایرانی-آمریکایی است. او از پدر و مادری ایرانی در شهر بروتکس نیویورک متولد شده‌است. هاله با استفاده از اشعار عارفانه فارسی از مولانا، حافظ، فروغ فرخزاد و سهراب و نیز بهره‌گیری از موسیقی روحانی آمریکایی، یک نوع موسیقی راک مخصوصی را اجرا می‌کند که مطبوعات آمریکا آن را راک صوفیانه نامیده‌اند.